# Natalia Zeta
Natalia Zeta (Santander, 29 de dezembro de 1983) é uma atriz pornográfica espanhola.

## Biografia
Natalia passou a infância em Cantábria e permaneceu lá até a separação de seus pais. Depois disso, ela se mudou para Madri onde rapidamente abandona o colégio para trabalhar. Seu primeiro trabalho é como camareira. Posteriormente ingressa em uma agência de entretenimento onde alterna trabalhos como dançarina em clubes de striptease e fotografia erótica. Em 2005, quando tinha 21 anos, foi convidada a fazer um filme pornô juntamente com seu noivo à época. Realiza assim sua primeira cena.
Começou sua carreira na indústria de filmes adultos efetivamente em 2006, aos 23 anos de idade. Logo no ano de sua estreia, ganhou o prêmio Ninfa Prize na categoria mejor actriz española de reparto no Festival Internacional de Cinema Erótico de Barcelona por sua atuação no filme The Gift. Em quase todas suas cenas realiza sexo anal.
Ela já posou para diversas revistas adultas, como Private, Forward Edge e SIE7E, além das revistas especializadas em tuning Top Tuning, Tuners e Maxituning.

## Prêmios
- 2006: FICEB; Ninfa Prize – Mejor actriz española de reparto – The Gift[3]
- 2008: Prop0rn'08 – Mejor actriz en internet[2]